# Agenesia
En medicina, agenesia se refiere a la imposibilidad del desarrollo de un órgano durante el crecimiento y desarrollo embrionario (embrión) debido a la ausencia de tejido primordial. Muchas formas de agenesia son llamadas por sus nombres individuales, dependiendo del órgano afectado:
- Agenesia del cuerpo calloso - falla de desarrollo del Corpus callosum [2]
- Agenesia renal - falla de desarrollo de uno o ambos riñones[3]
- Focomelia - falla de desarrollo de los brazos o piernas[4]
- Agenesia del pene - falla de desarrollo del pene
- Agenesia de Müller - ausencia del útero y parte de la vagina.
- Agenesia de la vesícula biliar - ausencia de la vesícula biliar. Una persona puede no darse cuenta de que tiene esta condición a menos que se someta a cirugía o imágenes médicas, ya que la vesícula biliar no es ni visible ni esencial.

## Agenesia ocular
La agenesia ocular (anoftalmía) es una condición médica en la cual las personas nacen sin ojos.

## Agenesia dental y oral
- Anodontia, ausencia de todos los dientes primarios o permanentes.
- Aglosia, ausencia de la lengua.
- Agnatia, ausencia de la mandíbula.

## Agenesia del sistema auditivo
Pueden afectar a la oreja (pabellón auricular) y al oído externo, medio o interno. Debido a que el oído medio e interno son necesarios para la audición, las personas con agenesia completa de los oídos son totalmente sordas. La agenesia menor que afecta sólo a las partes visibles del oído externo, que puede llamarse microtia, típicamente produce preocupaciones estéticas y tal vez deterioro auditivo si se bloquea la apertura del conducto auditivo, pero no provoca sordera.